# Mohéli

Flaga Mwali z lat 1997–2003

Mohéli (Mwali) – wyspa położona w archipelagu Komorów, część składowa Związku Komorów jest jednocześnie najmniejszą wyspą w archipelagu. Liczba ludności wynosi 24000. Stolicą jest Fomboni.

## Historia
Do 1830 część sułtanatu Ndzuwenie. Od 1830 niezależny sułtanat, od 1886 pod protektoratem Francji, która zaanektowała kraj w 1909. Od 1975 w składzie Komorów. 11 sierpnia 1997 Mohéli ogłosiło secesję. W 1998 zawarto porozumienie, na mocy którego Mohéli powróciło w skład Komorów, zachowując szeroką autonomię wewnętrzną.

## Prezydenci Mwali
- Said Mohamed Soefu (1997–2002)
- Mohamed Said Fazul (2002–2007)
- Youssouf El-Farouk (tymczasowo) (2007)
- Mohamed Ali Said (2007–)